# Вилумсон, Эдуард Фридрихович
Эдуард Фридрихович Вилумсон (1893—1929) — командир Красной Армии, начдив (врио) Симбирской Железной дивизии (02.02.1919 — 25.04.1919), одновременно командующий войсками обороны Оренбурга, начальник штаба, помощник командира 3 кавалерийского корпуса.

## Биография
Происходил из Латвии. В русской армии с 1913 года. Участник Первой мировой войны с 1914 года. После окончания курсов при военном училище, получил чин прапорщика. На сентябрь 1917 года проходил службу в Нижегородском 22 пехотном полку, в чине подпоручика (старшинство с 1 августа 1912 года). Первую мировую войну закончил в чине поручика.
На службе в РККА с 1918 года. Участник гражданской войны. С июня 1918 находился на Ставропольском фронте, — помощник начальника штаба 1-й Симбирской дивизии. В августе 1918, на ст. Охотничьей был отрезан разъездом белочехов, прорвался из окружения вместе со штабом дивизии. Принимал участие в боях за Симбирск, Самару, Ставрополь, Бугуруслан, Бузулук и Оренбург. С февраля 1919 — начальник
Симбирской Железной дивизии (02.02.1919 — 25.04.1919). Под Оренбургом, у с. Нежинка Вилумсон вывел дивизию из под угрозы охвата частями Дутова, был тяжело ранен в живот и эвакуирован в Самару. За отличия в этих боях был награждён орденом Красного Знамени.
Участник советско-польской войны, сначала начальник штаба 3-го кавалерийского корпуса, затем помощник командира корпуса.
Начдив 2-й Тульской стрелковой дивизии (28.09.1921-20.10.1921).
После войны окончил Военно-академические курсы высшего комсостава РККА, был помощником начальника и начальником штаба 4-го стрелкового корпуса, затем помощником начальника снабжения Белорусского военного округа.
Умер в Смоленске.

## Награды
- Орден Красного Знамени (РСФСР) Приказ РВСР № 156 (1919)[8]

«…Вр. командовавший 24 стрелковой Железной дивизией, за отличия во многих боях против врагов Республики. 19 апреля 1919 года у дер. Нежинки, он лично повёл свои части в наступление и при атаке упомянутой деревни с присущей ему храбростью пошёл в передовой цепи, где и был тяжело ранен. Благодаря мужеству тов. Вилумсона, враг был выбит из деревни».

## Память
- Образ Э. Ф. Вилумсона создан в фильме «Умри на коне» (1979), где его роль исполнил артист Владимир Балон.